# Xã Loramie, Quận Shelby, Ohio
Xã Loramie (tiếng Anh: Loramie Township) là một xã thuộc quận Shelby, tiểu bang Ohio, Hoa Kỳ. Năm 2010, dân số của xã này là 2.551 người.